# Stanislaus Kostka

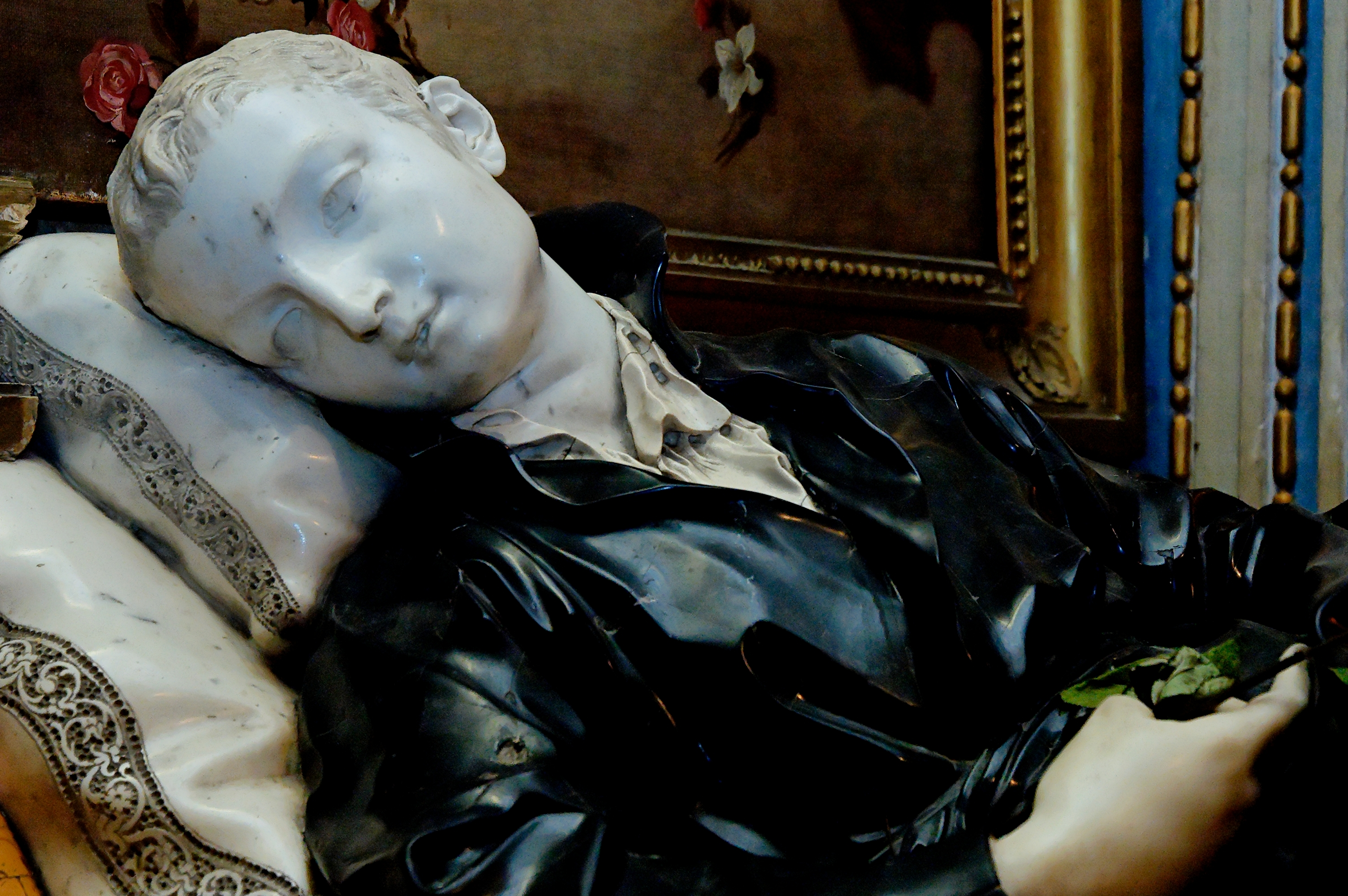
Skulptur von Stanislaus Kostka auf seinem Sterbelager

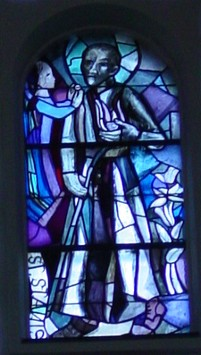
Kirchenfenster in der Pfarrkirche Liesing gestaltet von Martin Häusle

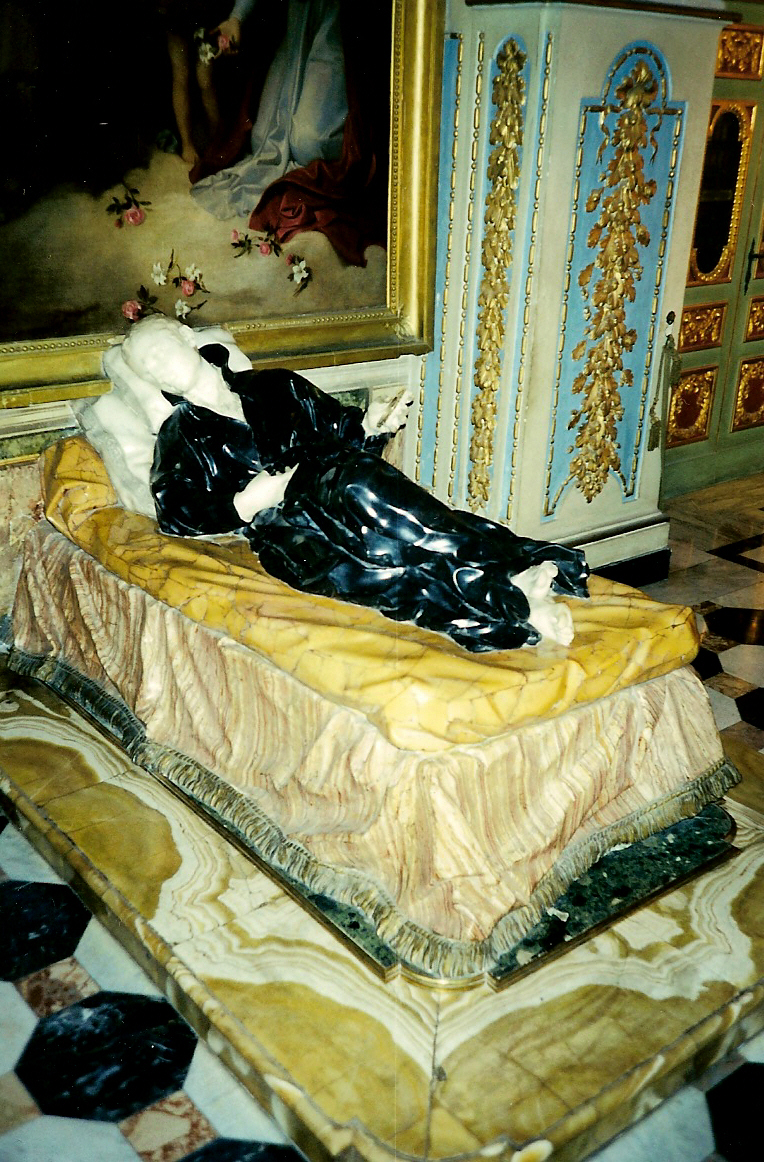
„Heiliger Stanislaus Kostka auf dem Sterbelager“ – (Rom, Jesuitenkonvent bei Sant’Andrea al Quirinale, Skulptur von Pierre Le Gros, 1702–1703)

Stanislaus Kostka (polnisch Stanisław Kostka; * 28. Oktober 1550 auf Schloss Rostkowo, Masowien; † 15. August 1568 in Rom) war ein polnischer Jesuit und ist ein Heiliger der katholischen Kirche.

## Leben
Stanislaus Kostka stammte aus einer Familie des Wappens der Dąbrowa innerhalb des polnischen Adels. Zu seinem 17. Geburtstag trat er ins Noviziat der Jesuiten ein. Schon vorher besuchte er das Jesuitenkolleg in Wien. Ihm wurde eine tiefe Frömmigkeit und Liebenswürdigkeit nachgesagt. Schon früh hatte er den Wunsch, den Jesuiten beizutreten. Da Stanislaus aber adlig war und der Orden die Intervention seiner Eltern fürchtete, verwehrte man ihm die Aufnahme. So floh er über Nacht aus der Schule und wanderte zu Fuß nach Rom. In der Zwischenzeit lebte er einen Monat im jesuitischen Zentrum in Dillingen an der Donau. Dort fand er im heiligen Petrus Canisius einen wohlwollenden Unterstützer, der seine Berufung zum Ordensleben erkannte. Im Oktober 1567 kam er dann in Rom an und wurde in den Orden aufgenommen. Nur ein Jahr später starb er an einem Fieberanfall, am Fest der Aufnahme Mariens in den Himmel, des Patroziniums der Jesuitenkirche in Wien.
Stanislaus Kostka wurde 1605 seliggesprochen. Am 31. Dezember 1726 wurde er zusammen mit einem weiteren Jesuiten-Novizen, Aloysius Gonzaga, durch Papst Benedikt XIII. heiliggesprochen. Sein Gedenktag ist der 15. August, in manchen Gebieten der 13. November.
Er wird oft dargestellt mit Knabengewand oder als Jesuit mit Lilie, Jesuskind und Pilgerstab. Das am meisten verbreitete Bild von ihm wurde 1702–1703 von Pierre Legros geschaffen. Es ist eine Skulptur aus vielfarbigem Marmor, die den jungen Mann in Lebensgröße im Moment seines Dahinscheidens auf dem Sterbebett zeigt. Die Figur wurde – und ist bis heute – in seinem Sterbezimmer im Noviziatsgebäude der Jesuiten von Sant’Andrea al Quirinale in Rom aufgestellt.
Stanislaus Kostka ist ein Nationalpatron Polens und Patron der studierenden Jugend sowie Patron der Ministranten und der Jesuitennovizen.
Seine Wohnung in Wien (Innere Stadt, Kurrentgasse 2) wurde schon bald (1582) in eine Kapelle umgewandelt, die nach seiner Heiligsprechung im Rokokostil reichhaltig ausgestattet wurde. Am 13. November und in der Woche danach ist sie für Besucher geöffnet.
Die paraguayische Stadt San Estanislao ist nach ihm benannt, ebenso die kanadische Gemeinde Saint-Stanislas-de-Kostka in der Provinz Québec.